# Dayton (Waszyngton)
Dayton – miasto w Stanach Zjednoczonych, w stanie Waszyngton, siedziba administracyjna hrabstwa Columbia.